# Silvano Bustos
Silvano Bustos García (Durmersheim, 6 settembre 1966) è un ex cestista spagnolo.

## Carriera
Con la Spagna ha disputato i Campionati europei del 1991.